# Frazione di Sinistra dei Comunisti e dei Socialisti Italiani
La Frazione di Sinistra dei Comunisti e dei Socialisti Italiani è un movimento politico italiano esistito dal 1944 al 1945.
Nell'Italia meridionale, con l'arrivo degli Alleati nel settembre 1943, furono concesse alcune libertà che, seppure con molte limitazioni, consentirono la ripresa dell'attività politica. In un clima socialmente molto caldo, all'interno del Partito Comunista Italiano (PCI), si formarono tendenze che si richiamavano alle posizioni della Sinistra comunista italiana di Amadeo Bordiga, trovando un diffuso riscontro in molti ambienti comunisti contrari, non solo alla “svolta di Salerno” di Palmiro Togliatti, ma anche alla soluzione moderata della lotta antifascista. Il dissenso ebbe come primo portavoce «Il Soviet», organo della Federazione salernitana del PCI, pubblicato per iniziativa di un vecchio dirigente, Ippolito Ceriello, assieme al confinato a Baronissi (SA) Danilo Mannucci.
Il giornale ebbe un ruolo importante nella battaglia a sostegno della Confederazione Generale del Lavoro - la cosiddetta CGL rossa -, fondata a Salerno nel febbraio 1944, in contrapposizione alla CGIL (Confederazione generale italiana del lavoro), costituita a Bari in gennaio, sulla base dell'accordo di Roma, siglato il 2 settembre 1943 tra Bruno Buozzi e il rappresentante degli industriali italiani, l'ing. Mazzini.
Contemporaneamente, a Napoli si formò un consistente gruppo, che faceva riferimento all'anziano comunista Ludovico Tarsia e al segretario della CGL rossa, Enrico Russo. In seguito alle numerose espulsioni dal PCI, nella seconda metà del 1944, i dissidenti costituirono a Napoli la Frazione di Sinistra dei Comunisti e dei Socialisti Italiani, con lo scopo di unificare i diversi gruppi di opposizione, che erano sorti in numerose località del Meridione. Punti di riferimento erano sempre dirigenti di Federazione, come Francesco Maruca a Catanzaro, Fortunato La Camera a Cosenza e Romeo Mangano a Foggia, che avevano maturato le loro esperienze nel "biennio rosso" e avevano partecipato alla fondazione del Partito Comunista d'Italia. A Roma, aderirono alla Frazione alcuni militanti del Movimento Comunista d'Italia (meglio noto come Bandiera Rossa), tra cui Otello Terzani. In questo periodo, la Frazione pubblicò a Napoli «Il Proletario» e a Roma «La Sinistra Proletaria».
Il 6-7 gennaio 1945, organizzò a Napoli un Convegno delle Sinistre, al quale, oltre a formazioni minori, parteciparono Bandiera Rossa e i socialisti rivoluzionari, che seguivano Carlo Andreoni. In quell'occasione, furono presentate le tesi programmatiche, con il titolo Per la costituzione del vero partito comunista, in cui si prospettava lo sviluppo di una situazione rivoluzionaria, che richiedeva la formazione di un partito di classe. L'URSS era considerata integrata nei rapporti di tipo imperialistico, in quanto la sua struttura sociale era dominata da uno strato privilegiato, tendenzialmente borghese, di conseguenza, nella soluzione della guerra svolgeva un ruolo contro-rivoluzionario.
Con la fine della guerra, si stabilirono contatti fra il Partito Comunista Internazionalista (PCInt) e la Frazione di sinistra, all'interno della quale si erano formate due correnti. Libero Villone ed Enrico Russo erano nel gruppo più moderato, mentre Tarsia, La Camera, Maruca e Pistone si ritrovavano sulle posizioni più intransigenti.
L'8 giugno 1954 ci fu un incontro con Bruno Maffi per stabilire la possibilità di tenere un convegno fra i delegati del Pcint. e quelli della Frazione, così come si legge in una circolare della Frazione: «Il giorno 8 giugno ha avuto luogo una riunione fra i nostri compagni De Nito Giuseppe, Tarsia Ludovico e Magnelli Edoardo, delegati dell'Esecutivo provvisorio della Frazione, e il compagno Bruno Maffi della Federazione di Milano del P.C.Internazionalista [...]. Assistevano alla riunione i compagni Libero Villone, Giuseppe Giudicepietro, Gennaro Autiero, Giuseppe Iorio e altri. Il compagno Maffi dichiarò [...] che era indispensabile un convegno tra delegati del P.C.Internazionalista e della Frazione allo scopo di esaminare e risolvere tutti i problemi e la questione relativa all'organizzazione del Partito su base nazionale. Tale convegno è stato fissato a Milano il 15 luglio prossimo v.». Il Convegno nazionale del Partito si tiene a Milano il 17 e 18 luglio 1945. Vi partecipano il Comitato Centrale Allargato e tre delegati della Frazione meridionale. I nomi dei tre delegati della Frazione che presero parte al Convegno di Milano non sono noti, sebbene sia legittimo sospettare che fossero gli stessi tre nomi componenti l'Esecutivo provvisorio: Giuseppe De Nito, Ludovico Tarsia e Edoardo Magnelli. Constatata la piena identità di vedute sul terreno ideologico e tattico, sulla base delle Tesi fondamentali della Sinistra italiana, si procedette allo studio dei problemi organizzativi della rete nazionale del Partito; fu inoltre creata una commissione paritetica per l'unificazione delle forze e per la preparazione del prossimo Congresso Nazionale.
Il 29 luglio 1945, in una riunione a Napoli nello studio di Ludovico Tarsia e alla presenza dei compagni De Nito, La Camera, Terzani, Bordiga, Damen, Maffi e dello stesso Tarsia, la Frazione di Sinistra dei Comunisti e Socialisti Italiani viene dichiarata sciolta e parte dei militanti aderisce al Partito Comunista Internazionalista, parte si disperde: Enrico Russo entra nel PSIUP (sigla del Partito Socialista in quel periodo), Libero Villone nel POC (Partito Operaio Comunista) e molti altri invece confluiscono nel PCI.
La fusione con il PCInt. dette risultati inferiori alle aspettative, rivelando i limiti politici della Frazione. Anch'essa si era fatta ammaliare dal "Vento del Nord" e, sopravvalutando le potenzialità rivoluzionarie del Settentrione industrializzato, aveva trascurato le possibilità di lotta del Meridione, allora scosso da fortissimi fermenti sociali, lasciando campo libero al PCI e a forze moderate (Democrazia Cristiana) o reazionarie (neofascismo).